# Rotsteiß-Mistelfresser
Der Rotsteiß-Mistelfresser (Dicaeum hirundinaceum) ist ein australischer Singvogel.

## Merkmale
Das Männchen ist oberseits blauschwarz und unterseits grauweiß gefärbt. Kehle, Brust und Unterschwanzdecken sind scharlachrot. Das Weibchen ist oberseits graubraun gefärbt, unterseits grauweiß mit blassroten Unterschwanzdecken.

## Vorkommen
Der Rotsteiß-Mistelfresser lebt im Regenwald, in lichten Wäldern, Hecken und Dickichten in Australien und Teilen Indonesiens.

## Verhalten
Der Vogel sucht in Büschen und Bäumen nach Insekten, Nektar und Früchten, vor allem Mistelbeeren. Schon nach 30 Minuten scheiden die Vögel die klebrigen Samen dieser Früchte unbeschädigt aus. Der Rotsteiß-Mistelfresser streift in kleinen Gruppen umher und legt dabei zum Teil weite Strecken zurück.

## Fortpflanzung
Zwischen Oktober und März baut das Weibchen alleine ein großes, kuppelförmiges Nest aus pflanzlichem Material und Spinnweben, das es um die Zweige eines Baums webt. Das Gelege, aus drei bis vier Eiern, wird auch nur vom Weibchen bebrütet. Dagegen füttern beide Elternteile die Jungvögel.